# Miagrammopes sutherlandi
Miagrammopes sutherlandi là một loài nhện trong họ Uloboridae.
Loài này thuộc chi Miagrammopes. Miagrammopes sutherlandi được Benoy Krishna Tikader miêu tả năm 1971.